# Mari Djata II
Mari Djata II (... – 1374) è stato il tredicesimo imperatore del Mali.

## Biografia
Mari Djata II fu imperatore del Impero Mali dal 1360 all'1374. 
Figlio di Mansa Maghan, egli salì al trono dopo il breve regno di Mansa Kankan Musa I nipote di Kassa.
Quello di Mari Djata II fu un nuovo periodo di malgoverno, in cui l'economia dell'impero entrò in uno stato di crisi; lo storico tunisino Ibn Khaldun ricorda che Mari Djata II era un tiranno, che aumentò le tasse sul suo popolo per finanziare follie di ogni genere.
L'imperatore si ammalò gravemente nel 1372, e il potere passò nelle mani dei suoi ministri fino alla sua morte, nel 1374.
A Mari Diata successe il figlio Musa II (1374-1387) e Magha II (1387-1389).